# Lebensmittel-Kennzeichnungsverordnung

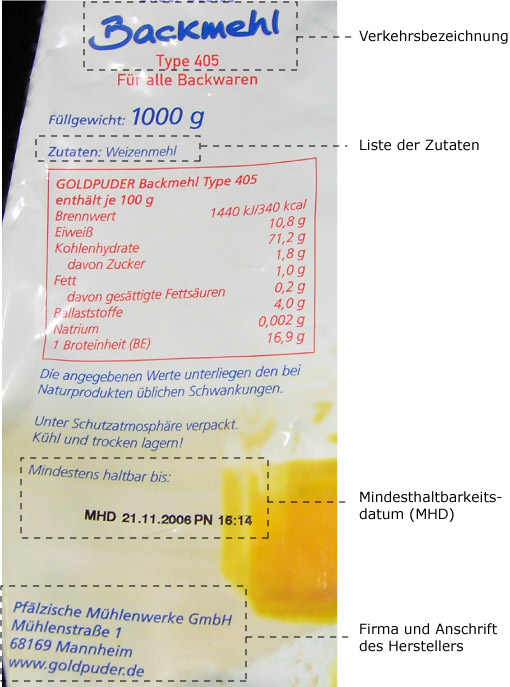
Elemente der Kennzeichnung auf einer Mehlpackung

Die Lebensmittel-Kennzeichnungsverordnung (LMKV) regelte in Deutschland die Kennzeichnung von Lebensmitteln, die in Fertigpackungen an den Endverbraucher abgegeben werden. Sie wurde am 13. Juli 2017 aufgehoben. Seitdem gelten nur noch die Regelungen der Lebensmittel-Informationsverordnung. Der deutsche Gesetzgeber hat allerdings bestimmt, dass die Regelungen für einige Bereiche weiter anwendbar bleiben.

## Inhaltliche Überschneidungen mit der LMIV
Seit dem 13. Dezember 2014 gilt EU-weit die unmittelbar anwendbare Lebensmittel-Informationsverordnung (LMIV) für die Kennzeichnung von vorverpackten Lebensmitteln. Die LMKV war jedoch mangels formeller Aufhebung bis 2017 weiterhin eine gültige nationale Rechtsverordnung. Die LMKV sollte ab Geltungsbeginn der LMIV aufgehoben und durch die Lebensmittelinformations-Durchführungsverordnung (LMIDV) ersetzt werden. Die LMIDV trat jedoch erst am 13. Juli 2017 in Kraft. Erste nationale Regelungen wurden zuvor mit einer Vorläufigen Lebensmittelinformations-Ergänzungsverordnung geschaffen. Mit der LMKV und der LMIV bestanden daher vorübergehend zwei verschiedene Rechtsnormen, die weitgehend den gleichen Regelungsgehalt haben. Wegen der Durchgriffswirkung europäischer Verordnungen war die LMKV de facto jedoch nicht mehr anwendbar auf Sachverhalte, die durch die LMIV unmittelbar geregelt sind. Diese Lösung legt auch der Wortlaut von § 1 Abs. 3 Nr. 9 LMKV nahe („Die Vorschriften dieser Verordnung gelten ferner nicht für die Kennzeichnung von (…) Lebensmitteln, soweit deren Kennzeichnung in Verordnungen des Rates oder der Kommission der Europäischen Union geregelt ist“).
Die LMIV der EU wurde im November 2011 im Amtsblatt der Europäischen Union veröffentlicht und ist seit dem 13. Dezember 2014 in allen Mitgliedstaaten der EU verbindlich zur Anwendung vorgeschrieben.  Ausnahmen sind die Nährwertkennzeichnung (ab dem 13. Dezember 2016 verbindlich vorgeschrieben, Artikel 54 Abs. 1 UA 2 LMIV) und die „speziellen Anforderungen an die Bezeichnung ‚Hackfleisch/Faschiertes‘“ (gilt seit dem 1. Januar 2014, Art. 54 Abs. 1 UA 3 LMIV).

## Elemente der Kennzeichnung
1. die Verkehrsbezeichnung
2. der Name oder die Firma und die Anschrift des Herstellers, des Verpackers oder Vertreibers
3. das Verzeichnis der Zutaten (in absteigender Reihenfolge ihrer Gewichtsanteile zum Zeitpunkt ihrer Verwendung bei der Herstellung – ohne Mengenangabe)
4. Quid-Regel – Mengenangabe doch erforderlich, wenn eine Zutat besonders hervorgehoben wird durch Wort oder Bild
5. das Mindesthaltbarkeitsdatum oder, bei in mikrobiologischer Hinsicht sehr leicht verderblichen Lebensmitteln,  das Verbrauchsdatum
6. die Mengenangaben/Füllmenge

Seit dem 25. November 2005 müssen in der EU auch bestimmte Allergene in Lebensmitteln gekennzeichnet werden, siehe Allergenkennzeichnung.